# Europe ’72
Europe ’72 ist ein Livealbum bestehend aus drei LPs der Band Grateful Dead.

## Geschichte
Das Album entstand im Laufe einer Tournee durch Westeuropa im Frühjahr 1972. Neben fünf Studioalben ist Europe ’72 das dritte Livealbum der Band, die vor allem für ihre Live-Shows bekannt war. Neben Songs, die schon auf den vorherigen Studio-Alben zu hören waren, wurde Material verwendet, welches zum ersten Mal aufgenommen wurde.
Die Band blieben ihrem Stil treu, indem sie weitgehend eine Mischung aus amerikanischen Bluegrass, Folk, Folk Rock und Country spielte, mit der sie ihre größten Erfolge feierte.
Neben Songs, die ein typisches amerikanisches Bild widerspiegelten, wie Jack Straw, Cumberland Blues und Tennessee Jed, gehörte auch Truckin vom Album American Beauty zum Live-Repertoire der Tour, mit dem die Band damals ihren ersten großen Hit hatte.
Neben derart typischen Folk-Songs gehörte auch (Walk Me Out in the) Morning Dew vom Debüt-Album The Grateful Dead zur Setlist. Dieser Song wurde original von Bonnie Dobson 1962 aufgenommen und wird oft als „apokalyptischer“ Folk-Rock-Song bezeichnet. Er beruht auf dem Film Das letzte Ufer aus dem Jahr 1959.
Das altbekannte Medley aus China Cat Sunflower und I Know You Rider (eher dem Psychedelic Rock zuzurechnen) wurde auf der Tournee musikalisch neu interpretiert und den anderen Songs angepasst.
Die Cover der LPs wurden von den amerikanischen Künstlern Alton Kelley und Stanley Mouse entwickelt, die damals der psychedelischen Kunst zugerechnet waren. Kelley zeichnete unter anderem Poster von Jack Kerouac, deren Erlöse der Jan-Kerouac-Stiftung zugutekamen.
Das Album und somit die Tournee war das letzte mit Ron McKernan als aktives Mitglied, da er nach der Tour im März 1973 im Alter von 27 an Magenblutungen starb. Im Gegenzug war dies das erste Album mit dem Ehepaar Keith und Donna Godchaux, die den kranken McKernan entlasten sollten. Das Ehepaar war bis 1979 Mitglied der Band, bevor es diese aus persönlichen Differenzen verließ.
1995 wurden die drei LPs als Doppel-CD wiederveröffentlicht, bevor 2001 von Rhino Records eine überarbeitete Version der 17 Lieder sowie acht weiteren für das Boxset The Golden Road (1965–1973) auf den Markt gebracht wurde.
Von dem Album wurden drei Single-LPs veröffentlicht: One More Saturday Night/Bertha, Johnny B. Goode/Truckin und Sugar Magnolia/Mr. Charlie, wobei Letztere am erfolgreichsten war.
Al Franken, ein bekennender Deadhead, benannte eine Komödie nach One More Saturday Night. Bill Walton, ebenfalls Deadfan, gab seiner Radioshow auf Sirius Satellite Radio den gleichen Namen. Bruce Springsteen coverte diesen Songs bei einigen seiner Konzerte.
Europe ’72 ist das erfolgreichste Livealbum und eines der meistverkauften Alben der Band.

## Erfolge
In den Billboard Charts erreichte das Album Platz 24 und die ausgekoppelte Single Sugar Magnolia Platz 91.
Am 14. Dezember 1972 erreichte das Album den Goldstatus, am 24. August 2001 den doppelten Platinstatus in den Vereinigten Staaten.

## Trackliste

### 1972 LP
| 1. „Cumberland Blues“ (Garcia, Lesh, Hunter) 2. „He’s Gone“ (Garcia, Hunter) 3. „One More Saturday Night“ (Bob Weir) | 1. „Jack Straw“ (Weir, Hunter) 2. „You Win Again“ (Hank Williams) 3. „China Cat Sunflower“ (Garcia, Hunter) → Medley mit: 4. „I Know You Rider“ (The Grateful Dead) |

| 1. „Brown-Eyed Woman“ (Garcia, Hunter) 2. „Hurts Me Too“ (Elmore James) 3. „Ramble On Rose“ (Garcia, Hunter) | 1. „Sugar Magnolia“ (Weir, Hunter) 2. „Mr. Charlie“ (McKernan, Hunter) 3. „Tennessee Jed“ (Garcia, Hunter) |

| 1. „Truckin“ (Garcia, Lesh, Weir, Hunter) → Medley mit: 2. „Epilogue“ (The Grateful Dead) | 1. „Prelude“ (The Grateful Dead) → Medley mit: 2. „(Walk Me Out in the) Morning Dew“ (Bonnie Dobson, Tim Rose) |

### 2001 Bonus
1. „The Stranger (Two Souls in Communion)“ (McKernan)
2. „Looks Like Rain“ (Barlow, Weir)
3. „Good Lovin’“ (Rudy Clark, Art Resnick)
4. „Caution (Do Not Stop on Tracks)“ (Garcia, Kreutzmann, Lesh)
5. „Who Do You Love?“ (Bo Diddley)
6. „Caution (Do Not Stop on Tracks)“ (Garcia, Kreutzmann, Lesh)
7. „Good Lovin’“ (Clark, Resnick)
8. „The Yellow Dog Story“ (Grateful Dead)